# باغچغاز سفلی
باغچِغاز سفلی یا باغچِغاز پایین یکی از روستاهای استان آذربایجان شرقی است که در دهستان قافلانکوه شرقی بخش کاغذکنان شهرستان میانه واقع شده است. بر اساس سرشماری مرکز آمار ایران در سال ۱۳۸۵، جمعیت آن ۲۱ نفر (۷ خانوار) بوده است.باخجقاز